# Amblypharyngodon atkinsonii
Amblypharyngodon atkinsonii är en fiskart som först beskrevs av Blyth, 1860.  Amblypharyngodon atkinsonii ingår i släktet Amblypharyngodon och familjen karpfiskar. IUCN kategoriserar arten globalt som livskraftig. Inga underarter finns listade i Catalogue of Life.